# Орфография русского языка до 1956 года
Нормы и правила правописания русского языка, действовавшие до принятия Правил русской орфографии и пунктуации 1956 года, основывались на Декрете о введении нового правописания 1917 года, а также (как и до революции) на традиции правописания, регулируемой справочными пособиями. Важным памятником этой орфографии является Толковый словарь русского языка профессора Ушакова.

## Даты некоторых изменений
- 1918 — наряду с «ъ» стали употреблять апостроф (’)[1]. На практике употребление апострофа было повсеместным.
- 1932—1933 — отменены точки в конце заголовков[2].
- 1934 (возможно, ранее) — отменено употребление дефиса в союзе «то есть»[3].
- 1935 — отменены точки в написании аббревиатур из заглавных букв[4].
- 1938 — употребление апострофа было отменено.
- 1942 — введено обязательное употребление буквы «ё».
- 1956 — употребление буквы «ё» (уже по новым правилам) стало факультативным, для уточнения правильного произношения («вёдро»).

## Отличия от современной орфографии

### Алфавит

#### Состав букв
До 1942 года в алфавите отсутствовала буква ё. Буква й вписана в алфавит 1934 года (см. таблицу), но слово йод напечатано через и («иод»). В словаре Ушакова все слова, начинающиеся на й, перенаправляются на аналоги, начинающиеся с и: иог [ёг], иога [ёга], иод [ёд], иодизм [ёдизм], иодистый [ёдистый], иодный [ёдный], иоркшир [ёркшир], иоркширский [ёркширский], иот [ёт], иота [ёта], иотация [ётация], иотированный [ётированный] и иотованный [ётованный]. Но в словах ион, ионизация, ионизировать, ионизироваться, ионийский, ионический, ионный, Иордан(ь) и и о читаются раздельно.
| А а | Б б | В в | Г г | Д д | Е е | Ж ж |
| З з | И и | Й й | К к | Л л | М м | Н н |
| О о | П п | Р р | С с | Т т | У у | Ф ф |
| Х х | Ц ц | Ч ч | Ш ш | Щ щ | Ъ ъ | Ы ы |
| Ь ь | Э э | Ю ю | Я я |     |     |     |

#### Наименования букв
- Буквы ъ, ы, ь — назывались ер, еры́, ерь.
- Буквы б, в, г, п — назывались бе, ве, ге, пе (мягко)[источник не указан 1022 дня], а не как сейчас (бэ, вэ, гэ, пэ).
  - Предположительно (исходя из вышесказанного), до революции также мягко могли называться и буквы д, з, т[источник не указан 1022 дня] (их названия до революции писались с буквой е).
  - Буквы ж, ц, ч — назывались как и сейчас, хотя названия ж и ц писались через е (же, це).

### Употребление дефиса в сложных словах, обозначающих оттенки цветов
Лишь сложные прилагательные с наречиями писались с дефисом, такие как: изжелта-красный, иссиня-чёрный, иссиня-зелёный (как и сейчас). А «прилагательные с соединительными о и е, обозначающие оттенки цветов вроде тёмнокрасный, синезелёный», писались без дефиса.
Ныне «сложные прилагательные, если обозначают оттенки цветов, например: бледно-голубой, светло-жёлтый, ярко-красный, … серебристо-белый», пишутся через дефис.

### Употребление дефиса в географических названиях
Ряд географических названий, ныне употребляемых без дефиса, писался через дефис. Например: Чехо-Словакия, Сыр-Дарья, Нижне-Волжская область, Дальне-Восточный край, Больше-Охтинский проспект, Кара-Калпакская АО, Ново-Сибирск и некоторые другие.

### Отдельные слова
В приведённых примерах даны некоторые слова, изменившие своё написание, а иногда и произношение. Многие из этих слов имели вариант написания, совпадающий с современным, он не приводится. В современном написании также у некоторых слов появились варианты написания, которых раньше не было.
Адэква́тный, диэ́та, лэ́ди. Ныне — адеква́тный, дие́та, ле́ди.
Пенснэ́ и пенсне. Ныне — пенсне́.
Мер. Ныне — мэр.
Биллиа́рд, варья́нт, лойя́льный . Ныне — билья́рд, вариа́нт, лоя́льный.

Нехвата́ет (слитно), заграни́цей. Ныне — не хвата́ет, за грани́цей.
Повидимому, попрежнему, попустому. Ныне — по-видимому, по-прежнему, по-пустому.
Во-время, во-всю, во-свояси, на-днях. Ныне — вовремя, вовсю, восвояси, на днях.

Борт-меха́ник, метр-д-оте́ль, кино-сту́дия. Ныне — бортмеха́ник, метрдоте́ль, киносту́дия.

Ио́д (произносилось йод). Ныне — иод (в химической терминологии) и йод (в медицине и обиходе).

Па́нцырь, цынга́, цыно́вка, цырю́льник. Ныне — па́нцирь, цинга, циновка, цирюльник.

Жо́лудь, желуде́й. Ныне — жёлудь.
Чорт, мн. че́рти. Ныне — чёрт.

Безнаде́жный, заслужённый (как допустимые варианты). Ныне — безнадёжный, заслу́женный.

Итти. Ныне — идти. (ранее допускались обе формы, но гораздо чаще употреблялась итти)
Вытти, выдти (как допустимые варианты). Ныне — выйти.
Притти, придти (как допустимые варианты). Ныне — прийти.
Азбе́ст, моты́ка. Ныне — асбест, моты́га.

Заведывать, танцова́ть. Ныне — заве́довать, танцева́ть.

Коровай, плову́чий, сниги́рь. Ныне — каравай, плаву́чий, снеги́рь.

## Количественные формы родительного и винительного падежей
- Окончание родительного падежа на -у / -ю

В официальных документах употреблялись такие формы слов, как «килограмм сахару, табаку, чаю».
- - При выборе формы родительного падежа единственного числа существительных мужского рода в подобных случаях в прежнее время исходили из того, что формы на -у / -ю вещественных и некоторых других существительных имели количественное значение (обозначали часть целого), а потому считались предпочтительнее (сравните сочетания без количественного значения: история народа, белизна сахара, вкус чая).

После 1956 года:
- - В настоящее время формы на -у / -ю употребляются всё реже и происходит выравнивание по одной модели, не связанной с определённым значением. Поэтому наряду с формой чашка чаю вполне допустима (а многими и приветствуется) форма чашка чая. Причём в речи формы на -а / -я явно преобладают, если при существительном имеется определение: чашка крепкого чая, пачка быстрорастворимого сахара.
  - Формы на -у / -ю обычно сохраняются в словосочетаниях, где речь идёт о некотором неопределённом количестве чего-либо, при этом существительное находится в винительном падеже при переходном глаголе: выпить квасу, поесть супу, достать мелу, прикупить тёсу, добавить сахару (особенно при ударяемом окончании: выпить чайку, поесть медку). Сравните также предложные сочетания: упустить из виду; беситься с жиру; нужно до зарезу; говорить без умолку; двадцать лет от роду; без толку и т. п.
  - Кроме того, окончание -у / -ю имеют существительные с отвлечённым значением, если имеется оттенок количественного значения: нагнать страху, наговорить вздору, а также формы во фразеологических сочетаниях: без году неделя, с глазу на глаз, задать перцу, добиться толку, без роду и племени, прибавить шагу, что есть духу и т. д. (По книге Д. Э. Розенталя «Говорите и пишите по-русски правильно», 2007.)

В работе В. А. Успенского «К определению падежа по А. H. Колмогорову» для этого падежа используется название «количественно-отделительный падеж». Используются также названия «частичный падеж», «партитив».